# بط مهرج

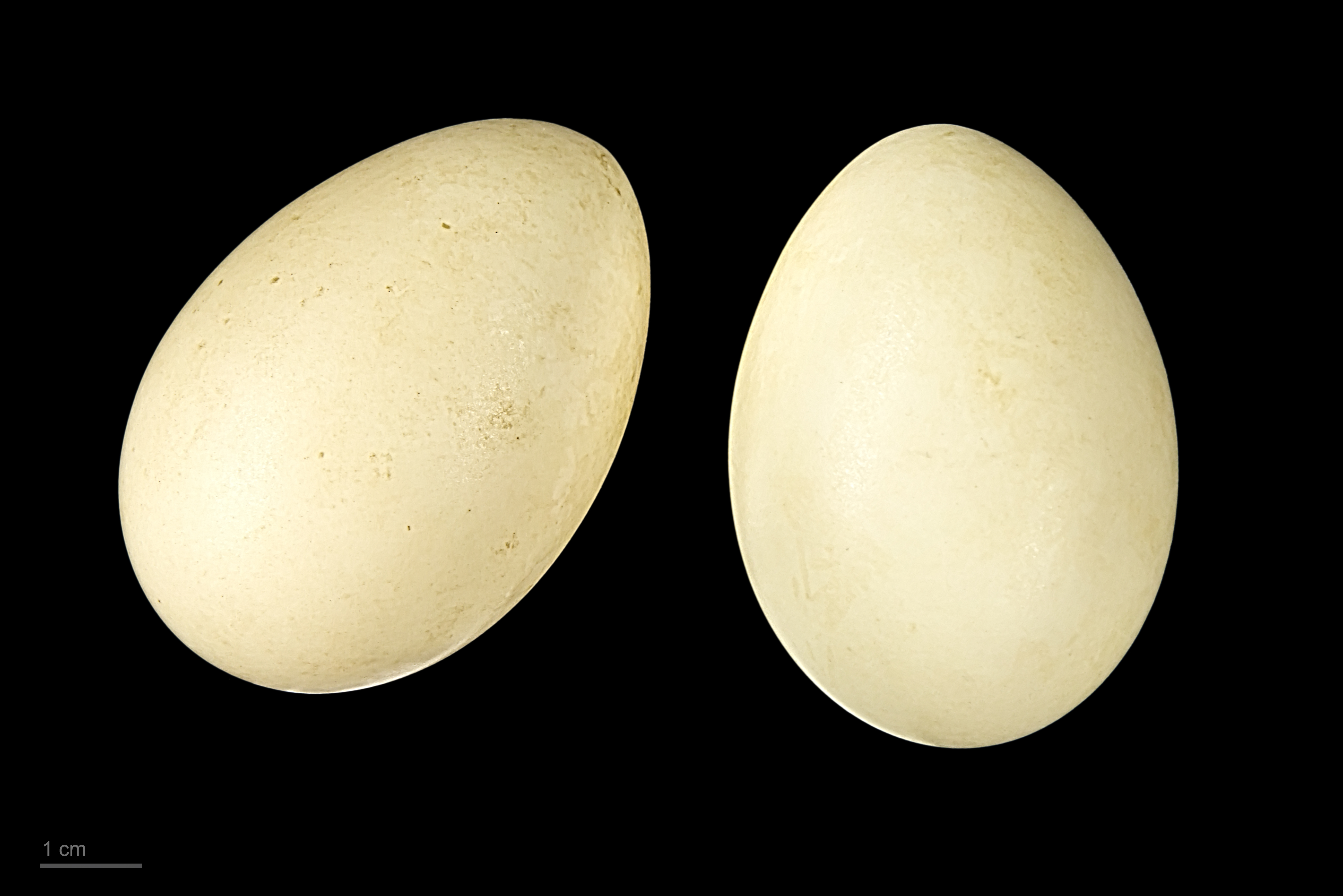
بيض البط المبهرج.

البط المهرج أو البطة المبرقشة (الاسم العلمي: Histrionicus histrionicus)، هو نوع أحادي الطراز من أسرة البلقشاوات ضمن فصيلة بطية. وهي بطّة قصيرة المنقار. للذكر ريش رمادي أزرق ونقوش بيضاء فاقعة وكستنائيّة، ورمادي خارج موسم التزاوج مع هلال أبيض عند قاعدة المنقار، وله شرائط رقيقة بيضاء على الصدر وخطوط بيضاء على الجناحين. الأنثى غير البالغة خريفاً: رماديّة بُنّية مع رقع بيضاء على الوجنة والأذن.